# 永井八津次
永井 八津次（ながい やつじ、1901年（明治34年）1月20日 - 1970年（昭和45年）8月15日）は、日本の陸軍軍人。最終階級は陸軍少将。

## 経歴
茨城県出身。永井弥八郎の五男として生まれる。水戸中学校、陸軍中央幼年学校予科、同校本科を経て、1921年（大正10年）7月、陸軍士官学校（33期）を卒業。同年10月、歩兵少尉に任官し歩兵第25連隊付となる。陸士生徒隊付などを経て、1931年（昭和6年）11月、陸軍大学校（43期）を卒業し歩兵第25連隊中隊長に就任。
1932年（昭和7年）12月、陸軍省軍務局付勤務となる。以後、軍務局課員、参謀本部付仰付（中国駐在）などを経て、1936年（昭和11年）8月、歩兵少佐に昇進し関東軍司令部付に就任。関東軍参謀を経て、1938年（昭和13年）7月、歩兵中佐に進級し軍務局課員（軍務課）となる。1941年（昭和16年）3月、陸軍大佐に進級し軍務局付となり、同月から4月まで松岡洋右外相随員として欧州に出張した。同年6月、支那派遣軍参謀（第4課長）に転じ日中戦争に出征した。

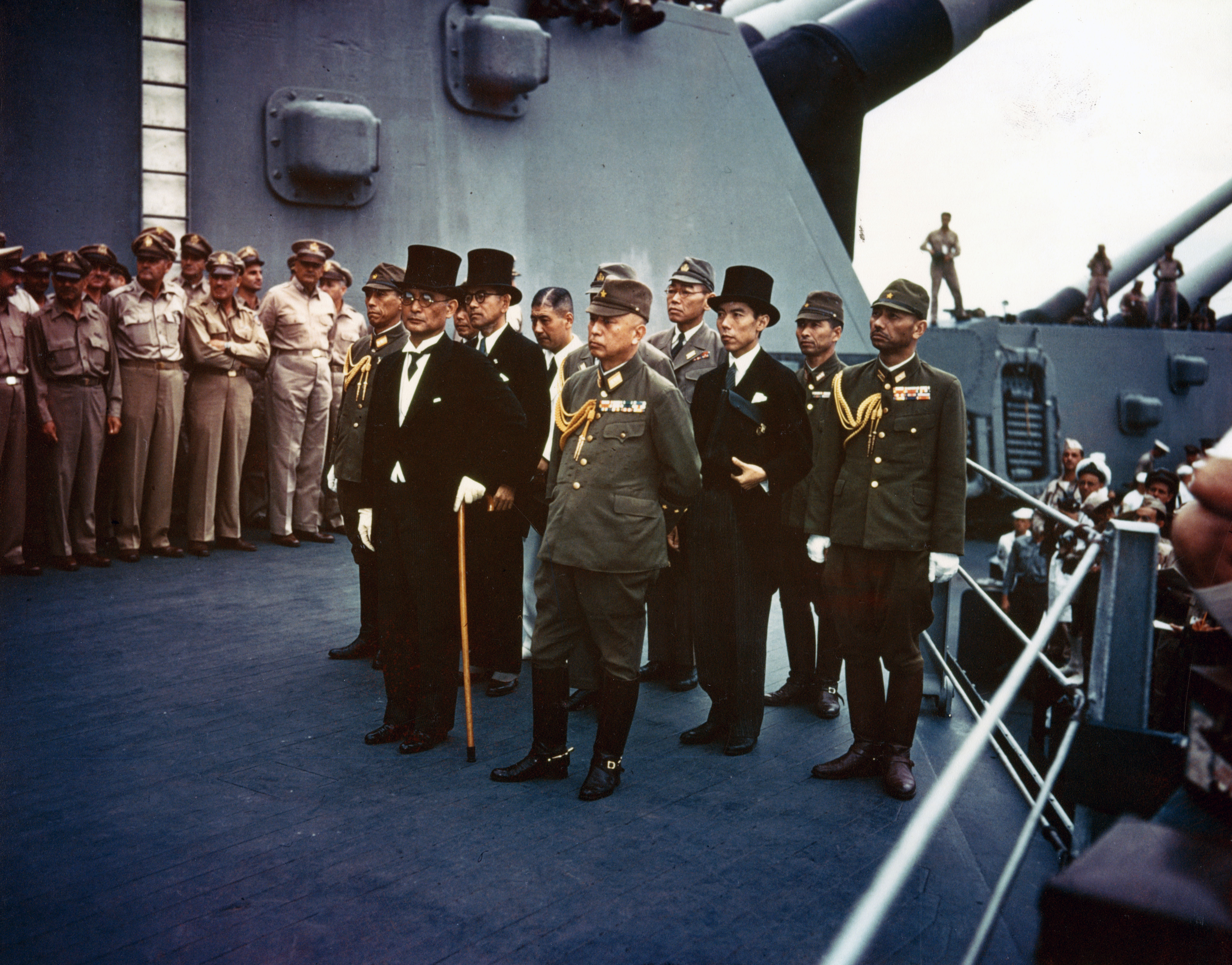
降伏文書調印式に出席する永井（後列右端）

1943年（昭和18年）7月、参謀本部謀略課長に異動。参謀本部員（大本営第4班長）を経て、1945年（昭和20年）2月、軍務課長に就任し、同年3月、陸軍少将に進んだ。同年5月、火傷の重傷を負い同年8月まで入院した。1945年8月、東部軍司令部付に発令された。同年9月2日朝、米海軍「戦艦ミズーリ」艦上で行われた降伏文書調印式に日本側全権団で参加。同年12月、予備役に編入となり、同月から1946年（昭和21年）4月まで第一復員省および復員庁第一復員局の資料課長を務めた。
1947年（昭和22年）11月28日、公職追放仮指定を受けた。

## 親族
- 義兄 松井七夫（陸軍中将）[1]

## 著書
- 『新秩序建設の拠点たる満洲国』日満中央協会、1939年。